# Chiesa di San Francesco d'Assisi (Moncalvo)
La chiesa di San Francesco d'Assisi è la parrocchiale di Moncalvo, in provincia di Asti e diocesi di Casale Monferrato; fa parte della zona pastorale della Madonna di Crea.

## Storia

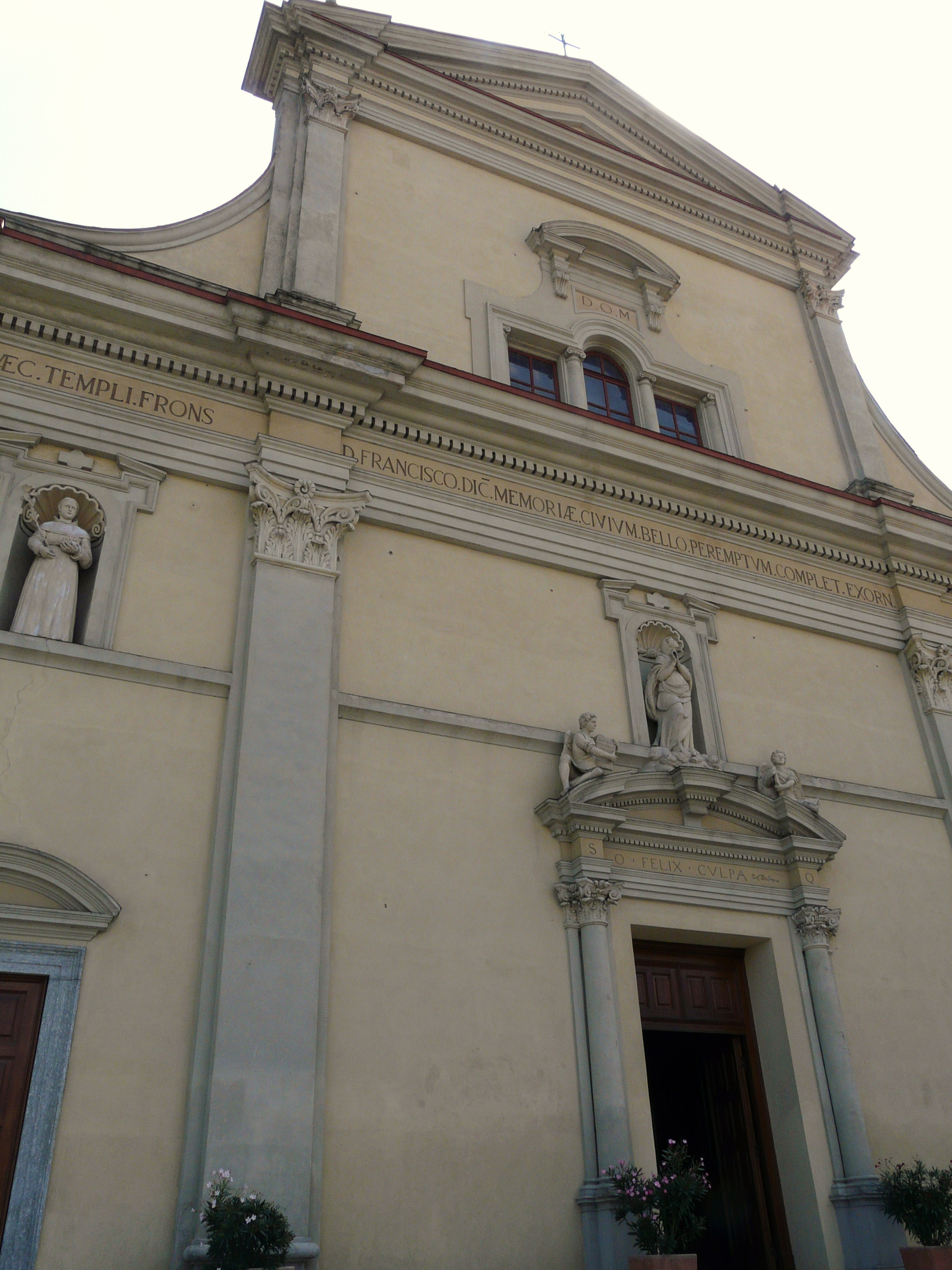
Particolare della facciata

La primitiva parrocchiale della zona di Moncalvo era la pieve di San Pietro situata nella borgata chiamata Gessi e menzionata per la prima volta nel X secolo.
Si dice che la prima chiesa dedicata a San Francesco sia stata fondata nel 1272 dai Frati Minori Conventuali con l'appoggio del marchese Guglielmo VII; tuttavia, la prima citazione che ne attesta la presenza risale al 1334.
Nel 1579 si stabilì nel monastero francescano annesso alla chiesa il capitolo della provincia conventuale di Genova, che vi rimasero sino al 1601.
Nel 1474 la chiesa, già compresa nell'arcidiocesi di Vercelli, entrò a far  parte della diocesi di Casale Monferrato.

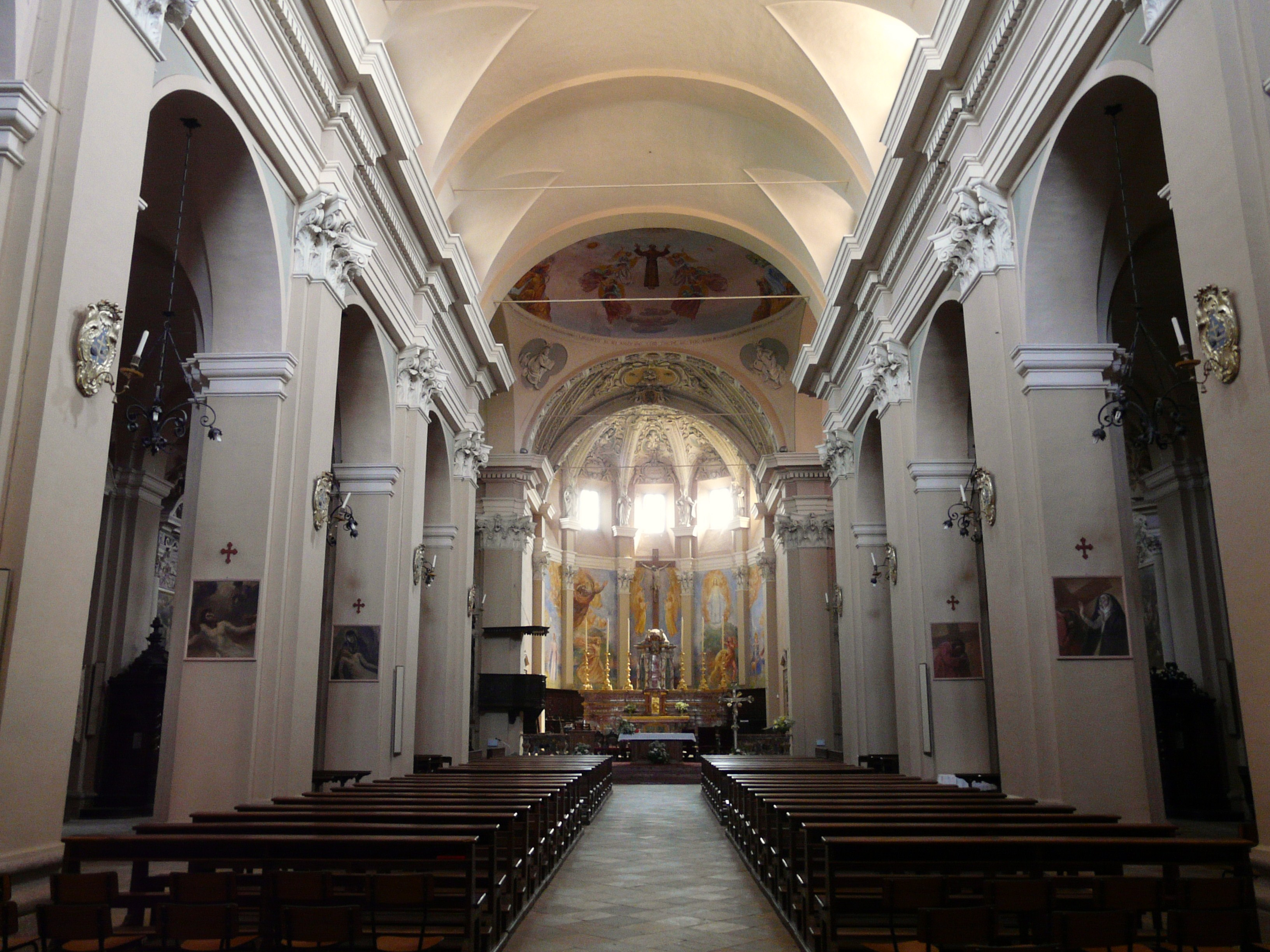
L'interno

Nella prima metà metà del XVII secolo quasi tutto l'edificio crollò e nel 1644 iniziò la costruzione della chiesa attuale, progettata da fra' Vincenzo Rovere; nel 1660 i lavori risultavano ancora in corso.

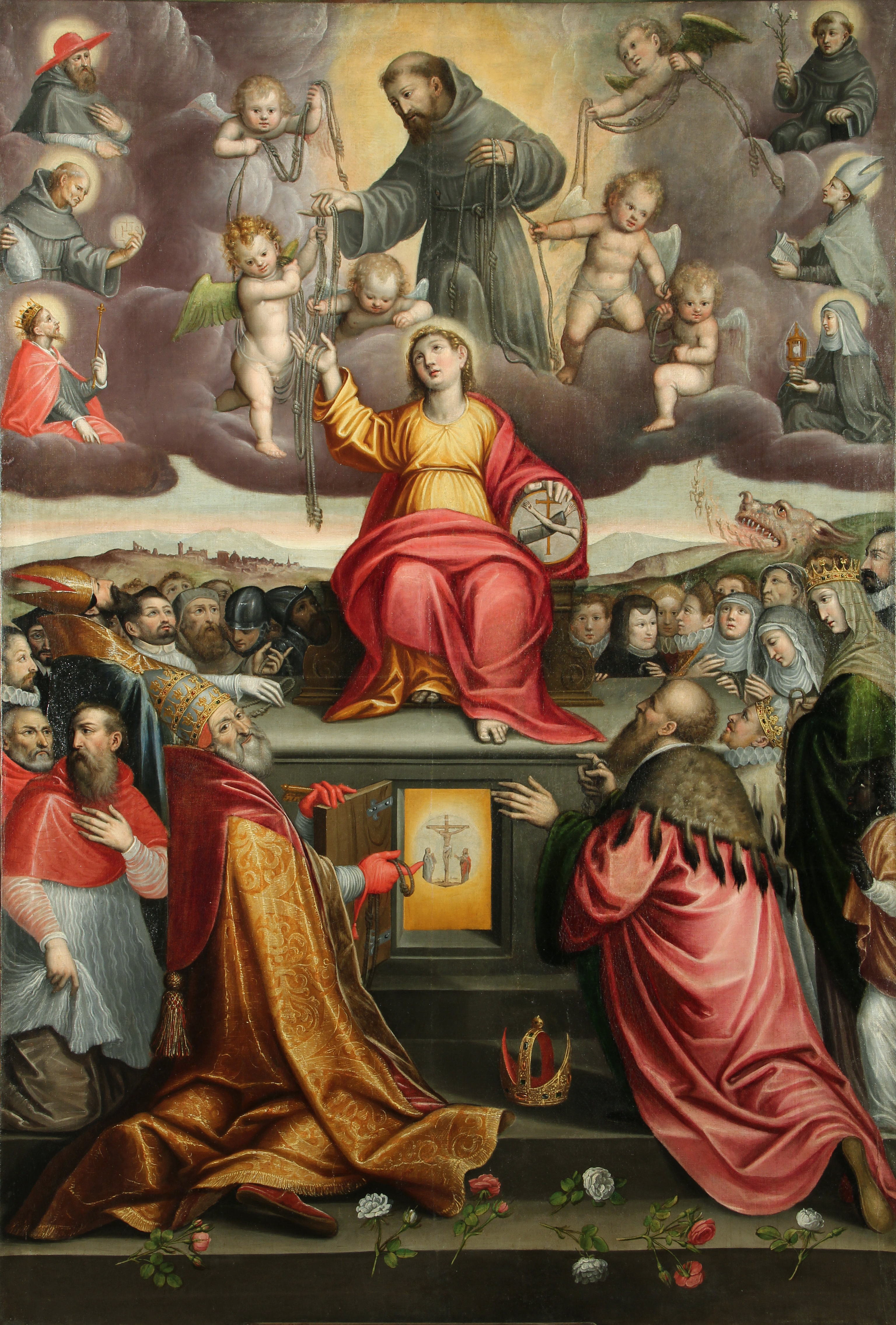
LAllegoria Francescana di Guglielmo Caccia

Nel 1780 la chiesa divenne ad interim sede parrocchiale, mentre l'8 giugno 1783 tale titolo, che prima spettava alla chiesa di Sant'Antonio Abate, le venne concesso in pianta stabile, per poi essere ufficializzato definitivamente nel 1802, allorché fu soppresso il convento attiguo.
Nel 1892 venne rifatto in cemento il pavimento delle cappelle laterali; nel 1932 fu edificata la facciata su progetto di Vittorio Mesturino e sotto la supervisione di Aldo Rondelli.
La chiesa fu consacrata il 12 giugno 1944 dal vescovo di Casale Monferrato Giuseppe Angrisani, mentre nel 1977 il campanile subì un intervento di restauro.

## Descrizione

### Esterno
La facciata della chiesa è divisa in due registri; quello inferiore, scandito da lesene, presenta tre portali sormontati da altrettante statue raffiguranti la Vergine Immacolata con due angeli, opera di Virgilio Audagna, San Francesco d'Assisi e Sant'Antonio di Padova.

### Interno
Opere di pregio conservate all'interno, che si compone di tre navate, sono due affreschi di Mario Micheletti raffiguranti il Cantico delle Creature e le Storie della Salvezza, dello stesso artista la Via Crucis, il fonte battesimale in marmo bianco del XVI secolo, l'altare maggiore del 1774, in cotto e stucco, i settecenteschi stalli del coro, che sono in legno di noce, la tela avente come soggetto l'Allegoria Francescana, eseguita da Guglielmo Caccia nel 1593, del medesimo autore pure la pala del Martirio di Sant'Orsola, realizzata verso il 1618, gli affreschi del Sacro Cuore assieme al Buon Pastore e al Samaritano, opera di Nello Cambursano del 1944, tre pale di Orsola Caccia ritraenti la Natività del Battista, dipinta nella prima metà del XVII secolo, Sant'Antonino martire, risalente agli anni 1660, e la Sacra Famiglia con Sant'Orsola del 1625 circa, le pale della Natività di Maria con Santa Barbara, di Rosalia in gloria, eseguita da Vincenzo Malò, della Beata Vergine Assunta, del Cuore dell'avaro, opera di Carlo Orazio Sacchi, e del Martirio di San Maurizio, dipinta da Guglielmo e Orsola Caccia.